# سيتي شمامة سوراتنو
سيتي شمامة سوراتنو عالمة إسلامية من إندونيسيا وزعيمة سابقة للعيسية، أول منظمة إسلامية أنثوية خالصة في إندونيسيا. وهي أيضًا العميد السابق لجامعة المحمدية في مالانج وخبيرة في الأدب الإندونيسي. عملت أيضًا عضو هيئة تدريس في جامعة ليدن وجامعة ميركو بوانا وجامعة سيبيلاس ماريت وجامعة ولاية يوجياكارتا وغيرها.
بدأ تعامل سوراتنو مع المنظمات الإسلامية في وقت مبكر من حياتها. التحقت بمدرسة المحمدية الثانوية وأصبحت رئيسة جناح الشباب في العيسى ية عام 1965. وهي من دعاة أسلمة المعرفة، وتروج للرأي القائل بأن صفة «إسلامي» يجب أن تشير أكثر من الممارسات الدينية البحتة ويجب أن تشمل جميع جوانب الحياة وتشير إلى الديمقراطية والمساواة والعدالة ومعايير الحرية الإنسانية على أنها «القيم الإسلامية».